# تيري هابارد
تيري هابارد (بالإنجليزية: Terry Hubbard)‏ هو لاعب كرة قدم بريطاني، ولد في 6 نوفمبر 1950 في Pontypool ‏ في المملكة المتحدة. لعب مع سوانزي سيتي وسويندون تاون ويوفل تاون.